# 长安街道 (临湘市)
长安街道，中华人民共和国湖南省岳阳市临湘市下属的一个街道。位于临湘市中部偏西。京广铁路，107国道、临（湘）通（城）公路经过辖区。

## 建制沿革
- 1935年，设长安镇；
- 1938年，改置长安乡；
- 1949年，复置长安镇；
- 1953年，更名城关镇；
- 1960年，改置城关公社；
- 1961年，复置城关镇；
- 1992年，更名长安镇；
- 2004年，改置长安街道；
- 2007年，桥东街道并入。

## 行政区划
长安街道下辖9个社区、3个行政村：
长安社区、金河社区、三角坪社区、桥头社区、长城社区、围城社区、向阳社区、南山社区和五里村。

## 交通
- 京广铁路：临湘站